# Лейк-Плэсид
Лейк-Плэ́сид, Лейк-Пласид (англ. Lake Placid) — деревня в штате Нью-Йорк, США. Столица зимних Олимпийских игр 1932 и 1980 годов. Время от времени здесь проходит этап Кубка мира по биатлону. С 1999 года является одним из официальных мест проведения соревнования по триатлону Ironman («Железный человек»), которое включает плавание, езду на велосипеде и бег. На протяжении последних 37 лет здесь проходят конноспортивные соревнования «I Love New York» и «Lake Placid».

## География
Лейк-Плэсид расположен в горах Адирондак, которые принадлежат горной системе Аппалачи. Деревня прилегает к южной окраине озера Плэсид, однако гораздо ближе к озеру Миррор, вдоль которого проходит центральная улица Мейн-стрит. Площадь деревни составляет 3,97 км², из которых 3,6 км² составляют сушу, 0,4 км² — водную поверхность.

## Демография
По переписи 2000 года, в деревне проживало 2638 жителей. 1303 домашних хозяйства и 604 семьи, проживающие в деревне. Плотность населения составляет 1913,2 человека на квадратную милю (738,1/км²). 
Расовый состав деревни:
| Доля в населении, % | Этническая или расовая группа |
| ------------------- | ----------------------------- |
| 95,75 %             | белые                         |
| 0,68 %              | афроамериканцы                |
| 0,45 %              | коренные американцы           |
| 0,91 %              | азиаты                        |
| 0,57 %              | выходцы из Океании            |
| 0,19 %              | другие расы                   |
| 0,91 %              | испанцы и латиноамериканцы    |

22,3 % хозяйств имеют детей младше 18 лет, живущих с ними, 34,1 % женатых пар, проживающих вместе, 8,4 % хозяйств содержат незамужние женщины, и 53,6 % не являются семьями.